# Перейра (город)
Пере́йра (исп. Pereira) — город, расположенный на западе Колумбии, основан в 1863 году. Административный центр департамента Рисаральда.

## История
До прихода европейцев территория современного города Перейра была населена представителями культуры Кимбайя, которые были известны благодаря производству изделий из золота.
Первое поселение испанцев появилось приблизительно в 1540 году. Конкистадоры Хорхе Робледо и Диего де Мендоса изначально образовали на месте Перейры город Картаго, который позднее — в 1691 году — «переехал» в другое место.
В 1816 году, после поражения армии Симона Боливара, на месте современной Перейры укрывались братья Франсиско Перейра Родригес (исп. Francisco Pereira Martínez) и Мануэль Перейра. В 1863 году священник Антонио Ремиго Каньярте, который возглавлял караван в Картаго, принял решение основать в этом месте город, который назвал в честь Франсиско Перейры.